# Lars Thörn
Lars Thörn, född 26 september 1904 i Eskilstuna, död 9 oktober 1990 i Bromma, var en svensk seglare.
Han seglade för KSSS. Han blev olympisk guldmedaljör i Melbourne 1956.